# Karl Mai
Karl Mai, também conhecido como Charly Mai[carece de fontes?] (Fürth, 27 de julho de 1928 — 15 de março de 1993) foi um futebolista alemão. Era o lateral-esquerdo titular da seleção alemã-ocidental campeã da Copa do Mundo FIFA de 1954, a primeira do país. Na época, Mai defendia o Greuther Fürth, de sua cidade-natal, sendo o único representante deste clube entre os titulares.

## Carreira em clubes
Mai defendeu o time adulto Greuther Fürth, de sua cidade natal, entre 1942 e 1958. Naquele ano e nos seguintes, a equipe não se fez presente na fase regional do campeonato alemão, interrompido em 1945 em decorrência do agravamento da Segunda Guerra Mundial.[carece de fontes?]
Após a guerra, o clube foi realocado no Grupo Sul da então Oberliga, com disputas a partir da temporada 1945-46. Nela, o time de Mai ficou em 13º de 16 equipe e na seguinte foi 10º. Já na subsequente, a de 1947-48, ficou em 15º de vinte clubes, sendo o primeiro dos rebaixados. O Greuther Fürth reapareceu duas temporadas depois, em 1949-50, e conseguindo e imediato terminar líder do grupo. Nos mata-matas nacionais, Mai e colegas chegaram às semifinais, derrotados por 4-1 pelo futuro campeão Stuttgart.[carece de fontes?]
Na temporada seguinte, o Greuther Fürth terminou na vice-liderança, mas apenas o primeiro colocado avançava - o Nuremberg. O clube de Mai foi sexto na de 1951-52 e terceiro na de 1952-53, nesta a quatro pontos do líder Eintracht Frankfurt. A estreia pela seleção alemã-ocidental deu-se pouco depois, em outubro de 1953. Na temporada 1953-54, a equipe de Mai terminou apenas em 11º de dezesseis clubes no Grupo Sul,[carece de fontes?] mas o lateral terminou convocado à Copa do Mundo FIFA de 1954.
Após a Copa, Mai emendou outras duas campanhas ruins do Greuther Fürth: 11º no Grupo Sul na temporada 1954-55 e 13º na de 1955-56. O time foi sexto na de 1956-57, e na de 1957-58 ficou em quarto, a três pontos do líder Karlsruher. Ao fim daquela temporada, Mai trocou de clube, rumando ao Bayern Munique,[carece de fontes?] outra equipe do Grupo Sul.[carece de fontes?] O Bayern havia sido uma equipe bastante prejudicada no nazismo, ao ser associada à comunidade judaico-alemã, só vindo a tornar-se potência nacional a partir de meados da década de 1960; em 1958, possuía um único título alemão, em 1932,[carece de fontes?] e não tivera nenhum titular na Copa de 1954.
Mai defendeu o Bayern até 1961.[carece de fontes?] Modesto na época, o clube terminou em quarto no Grupo Sul na temporada 1958-59, a dez pontos do líder Eintracht Frankfurt, futuro campeão nacional; em terceiro na de 1959-60, a sete pontos do Karlsruher; e em oitavo na de 1960-61.[carece de fontes?] Mai seguiu carreira no futebol suíço, jogando uma temporada no Young Fellows,[carece de fontes?] na qual a equipe de Zurique terminou o campeonato nacional em antepenúltimo, escapando por um ponto do rebaixamento; e eliminada nas oitavas-de-final da Copa da Suíça no dérbi com o Grasshoppers. Mai então rumou à Áustria, encerrando a carreira ao fim da temporada 1962-63, no Dornbirn. O clube subiu à primeira divisão do campeonato austríaco, vencendo o grupo oeste da segunda divisão regional.[carece de fontes?]

## Seleção
Mai estreou pela seleção alemã-ocidental em 11 de outubro de 1953, em vitória por 3-0 em Stuttgart sobre o Sarre,[carece de fontes?] então independente e posteriormente reanexado ao fim da década de 1950 ao território alemão. O jogo foi válido pelas eliminatórias da Copa do Mundo FIFA de 1954, em grupo-triangular formado também com a Noruega.
A Alemanha Ocidental não havia participado das eliminatórias para o mundial de 1950, tal como outras nações, em função da situação imediata ao pós-Segunda Guerra Mundial. Assim, o seu desempenho nas eliminatórias seguintes, mesmo naquele grupo-triangular, não deixou de ser uma surpresa, ainda que explicada pelo fato do Campeonato Alemão de Futebol só ter sido na guerra interrompido em 1945 - preservando assim muitos jogadores que teriam idade para lutar. O jogo de estreia de Mai foi o segundo dos alemães nas eliminatórias, após o 1-1 em Oslo contra os noruegueses. As partidas subsequentes também foram ganhas com pelo menos três gols: 5-1 na Noruega em Hamburgo e, já em 28 de março de 1954, 3-1 no Sarre em Saarbrücken. O técnico oponente era Helmut Schön, posteriormente treinador da própria Alemanha Ocidental.
Exceto na partida inicial contra a Noruega, Mai esteve em todas as outras do Nationalelf pelas eliminatórias, e em 1954, ainda antes o mundial, também participou de vitória por 5-3 na Basileia sobre a Seleção Suíça de Futebol,[carece de fontes?] país sede do torneio. Apesar da surpresa pelo desempenho nas eliminatórias, a Alemanha Ocidental não era tida como uma seleção favorita mesmo estreando no mundial vencendo por 4-1 a Turquia. Mai esteve nessa partida no flanco esquerdo da linha média formada com Werner Kohlmeyer e Horst Eckel, ambos do Kaiserslautern, o clube-base da seleção, fornecendo cinco titulares.
Contudo, na partida seguinte foi retirado: o técnico Sepp Herberger entendeu que os alemães dificilmente bateriam a sensação Hungria e optou por escalar um time majoritariamente reserva para poupar os principais jogadores. Os magiares de fato golearam por 8-3, com a linha média sendo formada por Kohlmeyer, o improvisado Josef Posipal ao meio e Paul Mebus substituindo Mai; naquele mundial, cada grupo teria dois cabeças-de-chave, que não se enfrentariam. Por punição disciplinar à expulsão alemã em 1945 dos quadros da FIFA, a entidade delimitou que os cabeças do grupo formado também com a Coreia do Sul seriam Hungria e Turquia, forçando assim o jogo entre alemães e húngaros.
Mai retornou à lateral-esquerda para a partida seguinte, o jogo-desempate com a Turquia, formando a linha média com Bauer e Eckel. A goleada alemã sobre os turcos dessa vez foi por 7-2, com o segundo gol adversário só ocorrendo a seis minutos do fim, com o jogo já em 7-1. Mesmo assim, os germânicos não eram considerados favoritos para a partida contra a Iugoslávia, já pelo mata-mata das quartas-de-final. O oponente era visto como uma seleção mais técnica e dominou o jogo inicialmente, chegando a acertar duas vezes a trave alemã, e ter outras duas chances sendo salvas em cima da linha por Kohlmeyer. O placar foi aberto já aos 10 minutos de jogo, mas por um gol contra de Ivan Horvat. Os iugoslavos pressionaram bastante no decorrer da partida e só aos 41 minutos do segundo tempo a classificação alemã se assegurou, com o gol de Helmut Rahn finalizando o placar em 2-0, resultado considerado surpreendente contra o favoritismo adversário. A linha média A linha formada por Kohlmeyer, Eckel e Mai havia sido retomada. E foi mantida para a semifinal.
Na semifinal, a Alemanha Ocidental estava mais confiante, sabendo que a oponente Áustria havia sofrido cinco gols da Suíça, ainda que houvesse a eliminado por marcar sete. Após um primeiro tempo equilibrado, com vitória parcial por 1-0 da Nationalmannschaft, a seleção vizinha terminou derrotada por 6-1, prejudicada pelo nervosismo do seu goleiro, Walter Zeman, que não era o titular. A mídia enfim reconheceu as chances de título dos alemães, embora logo minoradas com a notícia posterior de que Ferenc Puskás, lesionado exatamente naquele duelo de 8-3, estaria apto para participar da decisão após ter se ausentado ao longo do torneio em função da lesão.
Na final, a linha Kohlmeyer-Eckel-Mai foi novamente mantida. A Hungria conseguiu marcar duas vezes antes dos dez minutos, embora Mai não fosse diretamente responsabilizado. No primeiro gol, Puskás ficara em liberdade para marcar após a bola desviar no zagueiro Werner Liebrich; no segundo, Kohlmeyer falhara na proteção, terminando por trombar com o goleiro Toni Turek e permitindo que Zoltán Czibor pudesse concluir diante do gol vazio. Ainda aos 18 minutos de jogo, porém, a Alemanha já havia conseguido empatar.
Apesar da igualdade alcançada sem demora, a tática do treinador Sepp Herberger foi mantida: ter paciência para defender e aguardar um contra-ataque, ciente de que os magiares, ao contrário dos germânicos, vinham de confrontos mais desgastados, contra Brasil na "Batalha de Berna" e Uruguai (encerrado na prorrogação). Os próprios húngaros optaram por diminuir o ímpeto, receosos de nova prorrogação. Aos 39 minutos, a Alemanha conseguiu o gol da vitória, no que ficou conhecido como "o milagre de Berna".
Após a Copa, Mai defendeu a Alemanha Ocidental por mais treze vezes; curiosamente, foi derrotado em oito, exatamente as únicas que sofreu em sua trajetória pela seleção, a incluir os três primeiros jogos em que participou depois do título. Sua última partida foi um 1-1 com a Polônia em Hamburgo em 20 de maio de 1959, sem chegar a disputar a Copa do Mundo FIFA de 1958. Foram 21 jogos, com doze vitórias, um empate e aquelas oito derrotas. Marcou um gol, em triunfo de 2-1 sobre a Irlanda em Hamburgo em 28 de maio de 1955, resultado que encerrou-lhe a série de três derrotas iniciais.[carece de fontes?]

## Títulos

### Greuther Fürth
- Grupo Sul do Campeonato Alemão-Ocidental: 1949-50

### Dornbirn
- Campeonato Austríaco - Segunda Divisão (Grupo Oeste): 1962-63

### Seleção Alemã-Ocidental
- Copa do Mundo FIFA: Copa do Mundo FIFA de 1954